# Bologna Football Club 1909 2011-2012
Questa voce raccoglie le informazioni riguardanti il Bologna Football Club 1909 nelle competizioni ufficiali della stagione 2011-2012.

## Stagione
Pierpaolo Bisoli viene chiamato a sostituire in panchina Alberto Malesani dopo la salvezza conquistata da quest'ultimo. Il principale acquisto del calciomercato è Alessandro Diamanti, trequartista con un passato nel campionato inglese, prelevato dal Brescia. La pessima partenza in campionato è certificata dalle quattro sconfitte e un pareggio (contro la Juventus) nei primi cinque turni; a inizio ottobre Bisoli lascia la conduzione tecnica che passa a Stefano Pioli. Con la guida dell'ex-clivense, arriva la prima vittoria in occasione della gara contro il Novara: i felsinei concludono il girone di andata in una tranquilla posizione di classifica a quota 20 punti (con un vantaggio di 5 punti sulla terz'ultima posizione). Un buon girone di ritorno con 31 punti fatti porta il Bologna a chiudere con un inatteso nono posto, piazzamento che costituisce il miglior risultato della società nel massimo campionato negli ultimi dieci anni. Da ricordare i successi nel girone di ritorno contro Inter e Napoli (soprattutto clamorosa la vittoria contro i nerazzurri, battuti allo stadio Giuseppe Meazza per 3-0) e i pareggi per 1-1 contro le prime due classificate (Juventus e Milan).

## Divise e sponsor
| Casa | Trasferta | Terza | 1ª portiere | 2ª portiere | 3ª portiere |

## Organigramma societario
Area direttiva:
- Presidente e Amministratore delegato: Albano Guaraldi
- Presidente onorario: Gianni Morandi
- Vicepresidente: Maurizio Setti
- Direttore generale: Roberto Zanzi

Area marketing:
- Marketing: Daniele Montagnani
- Responsabile area comunicazione: Carlo Caliceti

Area tecnica:
- Allenatore: Stefano Pioli
- Allenatore in seconda: Michele Tardioli
- Preparatore atletico: Riccardo Ragnacci
- Preparatore dei portieri: Franco Paleari

Area sanitaria:
- Responsabile sanitario: Gianni Nanni
- Medici sociali: Giovanbattista Sisca
- Fisioterapisti: Luca Ghelli, Luca Govoni e Carmelo Sposato

## Rosa
| N. |                     | Ruolo | Calciatore               |
| -- | ------------------- | ----- | ------------------------ |
| 1  | Belgio (bandiera)   | P     | Jean François Gillet     |
| 3  | Italia (bandiera)   | D     | Archimede Morleo         |
| 4  | Slovenia (bandiera) | C     | Rene Krhin               |
| 5  | Svezia (bandiera)   | D     | Mikael Antonsson         |
| 6  | Algeria (bandiera)  | C     | Saphir Sliti Taïder      |
| 7  | Italia (bandiera)   | C     | Francesco Della Rocca    |
| 8  | Austria (bandiera)  | D     | György Garics            |
| 9  | Italia (bandiera)   | A     | Marco Di Vaio (capitano) |
| 10 | Uruguay (bandiera)  | C     | Gastón Ramírez           |
| 11 | Spagna (bandiera)   | A     | Manuel Gavilán           |
| 13 | Italia (bandiera)   | C     | Nico Pulzetti            |
| 14 | Italia (bandiera)   | C     | Andrea Pisanu            |
| 15 | Uruguay (bandiera)  | C     | Diego Fernando Pérez     |
| 16 | Italia (bandiera)   | C     | Federico Casarini        |
| 17 | Italia (bandiera)   | A     | Daniele Vantaggiato      |
| 19 | Italia (bandiera)   | D     | Luigi Vitale             |
| 20 | Uruguay (bandiera)  | A     | Federico Rodríguez       |
| 21 | Italia (bandiera)   | D     | Nicolò Cherubin          |
| 22 | Italia (bandiera)   | D     | Cesare Rickler           |

| N. |                               | Ruolo | Calciatore          |
| -- | ----------------------------- | ----- | ------------------- |
| 23 | Italia (bandiera)             | C     | Alessandro Diamanti |
| 25 | Italia (bandiera)             | P     | Federico Agliardi   |
| 26 | Belgio (bandiera)             | C     | Gaby Mudingayi      |
| 32 | Macedonia del Nord (bandiera) | P     | Dejan Stojanović    |
| 33 | Grecia (bandiera)             | C     | Panagiōtīs Kone     |
| 35 | Italia (bandiera)             | A     | Daniele Paponi      |
| 43 | Danimarca (bandiera)          | D     | Frederik Sørensen   |
| 44 | Italia (bandiera)             | P     | Filippo Lombardi    |
| 48 | Italia (bandiera)             | D     | Matteo Rubin        |
| 51 | Italia (bandiera)             | D     | Simone Loria        |
| 52 | Italia (bandiera)             | A     | Riccardo Pasi       |
| 75 | Spagna (bandiera)             | D     | José Ángel Crespo   |
| 77 | Uruguay (bandiera)            | A     | Henry Giménez       |
| 78 | Algeria (bandiera)            | A     | Ishak Belfodil      |
| 84 | Italia (bandiera)             | D     | Andrea Raggi        |
| 88 | Italia (bandiera)             | A     | Massimo Coda        |
| 90 | Italia (bandiera)             | D     | Daniele Portanova   |
| 99 | Italia (bandiera)             | A     | Robert Acquafresca  |

## Calciomercato

### Sessione estiva(dal 1/07 al 31/08)
| Acquisti | Acquisti             | Acquisti    | Acquisti                   |
| R.       | Nome                 | da          | Modalità                   |
| -------- | -------------------- | ----------- | -------------------------- |
| P        | Federico Agliardi    | Padova      | definitivo                 |
| P        | Jean François Gillet | Bari        | definitivo (1,4 milioni €) |
| P        | Dejan Stojanović     | Lustenau 07 | definitivo                 |
| D        | Mikael Antonsson     | Copenaghen  | definitivo                 |
| D        | José Ángel Crespo    | Padova      | definitivo                 |
| D        | Simone Loria         | Roma        | definitivo                 |
| D        | Archimede Morleo     | Crotone     | risoluzione comproprietà.  |
| D        | Andrea Raggi         | Palermo     | definitivo                 |
| D        | Cesare Rickler       | Chievo      | comproprietà               |
| D        | Luigi Vitale         | Napoli      | prestito                   |
| C        | Alessandro Diamanti  | Brescia     | comproprietà               |
| C        | Panagiōtīs Kone      | Brescia     | prestito                   |
| C        | Andrea Pisanu        | Parma       | riscatto comproprietà      |
| C        | Nico Pulzetti        | Livorno     | definitivo                 |
| C        | Saphir Sliti Taïder  | Grenoble    | definitivo                 |
| A        | Robert Acquafresca   | Genoa       | prestito                   |
| A        | Riccardo Pasi        | Parma       | riscatto comproprietà      |
| A        | Federico Rodríguez   | Genoa       | prestito                   |
| A        | Daniele Vantaggiato  | Padova      | prestito                   |

| Cessioni | Cessioni              | Cessioni | Cessioni                 |
| R.       | Nome                  | a        | Modalità                 |
| -------- | --------------------- | -------- | ------------------------ |
| P        | Cristiano Lupatelli   |          | svincolato               |
| P        | Emiliano Viviano      | Inter    | riscatto comproprietà    |
| D        | Alessandro Bassoli    | Chievo   | definitivo               |
| D        | Miguel Ángel Britos   | Napoli   | definitivo (9 milioni €) |
| D        | Riccardo Regno        | Livorno  | definitivo               |
| D        | Vaggelīs Moras        |          | svincolato               |
| C        | Albin Ekdal           | Juventus | riscatto comproprietà    |
| C        | Francesco Della Rocca | Palermo  | comproprietà             |
| C        | Massimo Mutarelli     |          | svincolato               |
| C        | Andrea Pisanu         | Prato    | prestito                 |
| C        | Luca Siligardi        | Inter    | fine prestito            |
| C        | Francesco Valiani     | Parma    | riscatto comproprietà    |
| A        | Alessandro Elia       | Parma    | riscatto comproprietà    |
| A        | Riccardo Meggiorini   | Genoa    | riscatto comprorpietà    |

### Sessione invernale(dal 3/1 al 31/1)
| Acquisti | Acquisti          | Acquisti        | Acquisti     |
| R.       | Nome              | da              | Modalità     |
| -------- | ----------------- | --------------- | ------------ |
| D        | Matteo Rubin      | Parma           | prestito     |
| D        | Frederik Sørensen | Juventus        | comproprietà |
| A        | Ishak Belfodil    | Olympique Lione | prestito     |

| Cessioni | Cessioni           | Cessioni | Cessioni |
| R.       | Nome               | a        | Modalità |
| -------- | ------------------ | -------- | -------- |
| A        | Riccardo Pasi      | Chiasso  | prestito |
| A        | Massimo Coda       | Siracusa | prestito |
| A        | Federico Rodríguez | Piacenza | prestito |
| A        | Manu Gavilán       | Piacenza | prestito |

## Risultati

### Serie A

#### Girone di andata
| Arbitro: | De Marco (Chiavari) |

|  |           |                        |
|  | Marcatori | 17’ Taddei 40’ Osvaldo |

| Arbitro: | Guida (Torre Annunziata) |

|                         |           |  |
| Gilardino 20’ Cerci 47’ | Marcatori |  |

| Arbitro: | Russo (Nola) |

|  |           |                                |
|  | Marcatori | 37’ Giacomazzi 60’ Grossmüller |

| Arbitro: | Gava (Conegliano) |

|             |           |               |
| Vučinić 29’ | Marcatori | 52’ Portanova |

| Arbitro: | Tagliavento (Terni) |

|                     |           |                                         |
| Diamanti 66’ (rig.) | Marcatori | 39’ Pazzini 81’ (rig.) Milito 87’ Lúcio |

| Arbitro: | Peruzzo (Schio) |

|                                  |           |  |
| Benatia 29’ Di Natale 72’ (rig.) | Marcatori |  |

| Arbitro: | Doveri (Roma 1) |

|  |           |                               |
|  | Marcatori | 45+4’ Ramírez 63’ Acquafresca |

| Arbitro: | Damato (Barletta) |

|  |           |                                  |
|  | Marcatori | 23’ (aut.) Acquafresca 48’ Lulić |

| Arbitro: | Rocchi (Firenze) |

|  |           |                 |
|  | Marcatori | 53’ Acquafresca |

| Arbitro: | Bergonzi (Genova) |

|                                            |           |          |
| Di Vaio 45+3’ (rig.) Ramírez 48’ Loria 68’ | Marcatori | 7’ Denis |

| Arbitro: | Orsato (Schio) |

|                                     |           |             |
| Zahavi 13’ Silvestre 52’ Iličič 74’ | Marcatori | 87’ Ramírez |

| Arbitro: | Celi (Bari) |

|  |           |            |
|  | Marcatori | 84’ Parolo |

| Arbitro: | Valeri (Roma 2) |

|                  |           |             |
| Conti 81’ (rig.) | Marcatori | 75’ Di Vaio |

| Arbitro: | Mazzoleni (Bergamo) |

|             |           |  |
| Di Vaio 28’ | Marcatori |  |

| Arbitro: | Rocchi (Firenze) |

|                          |           |                                    |
| Di Vaio 11’ Diamanti 72’ | Marcatori | 16’ Seedorf 71’ (rig.) Ibrahimović |

| Arbitro: | Giannoccaro (Lecce) |

|                      |           |             |
| Rossi 39’ Pratto 85’ | Marcatori | 51’ Ramírez |

| Arbitro: | Romeo (Verona) |

|                            |           |  |
| Cherubin 50’ Di Vaio 90+1’ | Marcatori |  |

| Arbitro: | Brighi (Cesena) |

|                   |           |                 |
| Cavani 71’ (rig.) | Marcatori | 14’ Acquafresca |

| Bologna 22 gennaio 2012, ore 12:30 CET 19ª giornata | Bologna           | 0 – 0 referto | Parma | Stadio Renato Dall'Ara (15.141 spett.)\| Arbitro: \| Bergonzi (Genova) \| |
| Arbitro:                                            | Bergonzi (Genova) |               |       |                                                                           |

#### Girone di ritorno
| Arbitro: | Guida (Torre Annunziata) |

|            |           |             |
| Pjanić 62’ | Marcatori | 56’ Di Vaio |

| Arbitro: | Giannoccaro (Lecce) |

|                          |           |  |
| Diamanti 30’ Ramírez 43’ | Marcatori |  |

| Lecce 5 febbraio 2012, ore 15:00 CET 22ª giornata | Lecce         | 0 – 0 referto | Bologna | Stadio Via del Mare (5.962 spett.)\| Arbitro: \| Valeri (Roma) \| |
| Arbitro:                                          | Valeri (Roma) |               |         |                                                                   |

| Arbitro: | Banti (Livorno) |

|             |           |             |
| Di Vaio 17’ | Marcatori | 58’ Vučinić |

| Arbitro: | Damato (Barletta) |

|  |           |                                  |
|  | Marcatori | 37’, 38’ Di Vaio 85’ Acquafresca |

| Arbitro: | Mazzoleni (Bergamo) |

|          |           |                                                 |
| Kone 81’ | Marcatori | 38’ (rig.) Di Natale 56’ Basta 84’ Floro Flores |

| Arbitro: | Tommasi (Bassano del Grappa) |

|                 |           |  |
| Acquafresca 82’ | Marcatori |  |

| Arbitro: | Guida (Torre Annunziata) |

|                  |           |                                      |
| Rubin 56’ (aut.) | Marcatori | 11’ Portanova 28’ Diamanti 60’ Krhin |

| Arbitro: | Irrati (Pistoia) |

|                          |           |                           |
| Di Vaio 59’ Diamanti 81’ | Marcatori | 26’ Andreolli 69’ Théréau |

| Arbitro: | Baracani (Firenze) |

|                                 |           |  |
| Gabbiadini 50’ Tiribocchi 90+1’ | Marcatori |  |

| Arbitro: | Gervasoni (Mantova) |

|              |           |                                            |
| Sørensen 50’ | Marcatori | 68’ Donati 76’ Hernández 86’ (aut.) Morleo |

| Cesena 7 aprile 2012, ore 15:00 CEST 31ª giornata | Cesena          | 0 – 0 referto | Bologna | Stadio Dino Manuzzi (16.497 spett.)\| Arbitro: \| Peruzzo (Schio) \| |
| Arbitro:                                          | Peruzzo (Schio) |               |         |                                                                      |

| Arbitro: | Di Bello (Brindisi) |

|              |           |  |
| Diamanti 54’ | Marcatori |  |

| Arbitro: | Calvarese (Teramo) |

|            |           |                  |
| Destro 52’ | Marcatori | 69’ (aut.) Brkić |

| Arbitro: | De Marco (Chiavari) |

|                 |           |             |
| Ibrahimović 90’ | Marcatori | 26’ Ramírez |

| Arbitro: | Damato (Barletta) |

|                                      |           |                          |
| Portanova 24’ Ramírez 37’ Garics 67’ | Marcatori | 59’ Palacio 77’ Jorquera |

| Arbitro: | Palazzino (Ciampino) |

|  |           |             |
|  | Marcatori | 79’ Ramírez |

| Arbitro: | Bergonzi (Genova) |

|                        |           |  |
| Diamanti 17’ Rubin 64’ | Marcatori |  |

| Arbitro: | Ciampi (Roma 1) |

|              |           |  |
| Biabiany 37’ | Marcatori |  |

### Coppa Italia

#### Turni preliminari
| Arbitro: | Rocchi (Firenze) |

|                                 |           |                    |
| Portanova 68’ Della Rocca 90+4’ | Marcatori | 2’ (rig.) Italiano |

| Arbitro: | Giannoccaro (Lecce) |

|                                                            |           |                              |
| Diamanti 17’ (rig.) Vantaggiato 48’ Giménez 49’ Paponi 65’ | Marcatori | 71’ Sansone 80’ (rig.) Đurić |

#### Fase finale
| Arbitro: | Peruzzo (Schio) |

|                                |           |             |
| Giaccherini 90’ Marchisio 102’ | Marcatori | 90+6’ Raggi |

## Statistiche

### Statistiche di squadra
| Competizione | Punti | In casa | In casa | In casa | In casa | In casa | In casa | In trasferta | In trasferta | In trasferta | In trasferta | In trasferta | In trasferta | Totale | Totale | Totale | Totale | Totale | Totale | DR |
| Competizione | Punti | G       | V       | N       | P       | Gf      | Gs      | G            | V            | N            | P            | Gf           | Gs           | G      | V      | N      | P      | Gf     | Gs     | DR |
| ------------ | ----- | ------- | ------- | ------- | ------- | ------- | ------- | ------------ | ------------ | ------------ | ------------ | ------------ | ------------ | ------ | ------ | ------ | ------ | ------ | ------ | -- |
| Serie A      | 51    | 19      | 8       | 4       | 7       | 23      | 24      | 19           | 5            | 8            | 6            | 18           | 19           | 38     | 13     | 12     | 13     | 41     | 43     | -2 |
| Coppa Italia | -     | 2       | 2       | 0       | 0       | 6       | 3       | 1            | 0            | 0            | 1            | 1            | 2            | 3      | 2      | 0      | 1      | 7      | 5      | +2 |
| Totale       | -     | 0       | 0       | 0       | 0       | 0       | 0       | 0            | 0            | 0            | 0            | 0            | 0            | 0      | 0      | 0      | 0      | 0      | 0      | 0  |

### Andamento in campionato
| Giornata  | 1  | 2  | 3  | 4  | 5  | 6  | 7  | 8  | 9  | 10 | 11 | 12 | 13 | 14 | 15 | 16 | 17 | 18 | 19 | 20 | 21 | 22 | 23 | 24 | 25 | 26 | 27 | 28 | 29 | 30 | 31 | 32 | 33 | 34 | 35 | 36 | 37 | 38 |
| --------- | -- | -- | -- | -- | -- | -- | -- | -- | -- | -- | -- | -- | -- | -- | -- | -- | -- | -- | -- | -- | -- | -- | -- | -- | -- | -- | -- | -- | -- | -- | -- | -- | -- | -- | -- | -- | -- | -- |
| Luogo     | C  | T  | C  | T  | C  | T  | T  | C  | T  | C  | T  | C  | T  | C  | C  | T  | C  | T  | C  | T  | C  | T  | C  | T  | C  | C  | T  | C  | T  | C  | T  | C  | T  | T  | C  | T  | C  | T  |
| Risultato | P  | P  | P  | N  | P  | P  | V  | P  | V  | V  | P  | P  | N  | V  | N  | P  | V  | N  | N  | N  | V  | N  | N  | V  | P  | V  | V  | N  | P  | P  | N  | V  | N  | N  | V  | V  | V  | P  |
| Posizione | 16 | 18 | 20 | 19 | 19 | 20 | 18 | 19 | 18 | 17 | 17 | 17 | 18 | 17 | 17 | 17 | 17 | 16 | 16 | 16 | 16 | 16 | 16 | 15 | 16 | 13 | 10 | 10 | 10 | 14 | 14 | 12 | 12 | 13 | 11 | 10 | 9  | 9  |

Legenda:

Luogo: C = Casa; T = Trasferta. Risultato: V = Vittoria; N = Pareggio; P = Sconfitta.

### Statistiche dei giocatori
Sono in corsivo i calciatori che hanno lasciato la società durante la stagione.
| Giocatore      | Serie A  | Serie A | Serie A     | Serie A    | Coppa Italia | Coppa Italia | Coppa Italia | Coppa Italia | Totale   | Totale | Totale      | Totale     |
| Giocatore      | Presenze | Reti    | Ammonizioni | Espulsioni | Presenze     | Reti         | Ammonizioni  | Espulsioni   | Presenze | Reti   | Ammonizioni | Espulsioni |
| -------------- | -------- | ------- | ----------- | ---------- | ------------ | ------------ | ------------ | ------------ | -------- | ------ | ----------- | ---------- |
| R. Acquafresca | 32       | 5       | 2           | 0          | 2            | 0            | 1            | 0            | 34       | 5      | 3           | 0          |
| F. Agliardi    | 10       | -11     | 0           | 0          | 2            | -3           | 0            | 0            | 12       | -14    | 0           | 0          |
| M. Antonsson   | 24       | 0       | 1           | 0          | 0            | 0            | 0            | 0            | 24       | 0      | 1           | 0          |
| I. Belfodil    | 8        | 0       | 1           | 0          | 0            | 0            | 0            | 0            | 8        | 0      | 1           | 0          |
| F. Casarini    | 11       | 0       | 1           | 0          | 2            | 0            | 1            | 0            | 13       | 0      | 2           | 0          |
| R. Casini      | 0        | 0       | 0           | 0          | 1            | 0            | 0            | 0            | 1        | 0      | 0           | 0          |
| N. Cherubin    | 21       | 1       | 6           | 0          | 2            | 0            | 0            | 0            | 23       | 1      | 6           | 0          |
| M. Coda        | 0        | 0       | 0           | 0          | 0            | 0            | 0            | 0            | 0        | 0      | 0           | 0          |
| J. Crespo      | 7        | 0       | 0           | 0          | 2            | 0            | 0            | 0            | 9        | 0      | 0           | 0          |
| F. Della Rocca | 0        | 0       | 0           | 0          | 1            | 1            | 0            | 0            | 1        | 1      | 0           | 0          |
| M. Di Vaio     | 37       | 10      | 6           | 0          | 1            | 0            | 0            | 0            | 38       | 10     | 6           | 0          |
| A. Diamanti    | 30       | 7       | 7           | 0          | 2            | 1            | 0            | 0            | 32       | 8      | 7           | 0          |
| G. Garics      | 18       | 1       | 0           | 0          | 2            | 0            | 0            | 0            | 20       | 1      | 0           | 0          |
| M. Gavilán     | 0        | 0       | 0           | 0          | 0            | 0            | 0            | 0            | 0        | 0      | 0           | 0          |
| J. F. Gillet   | 29       | -32     | 0           | 0          | 1            | -1           | 0            | 0            | 30       | -33    | 0           | 0          |
| H. Giménez     | 14       | 0       | 2           | 0          | 3            | 1            | 0            | 0            | 17       | 1      | 2           | 0          |
| P. Kone        | 31       | 1       | 7           | 0          | 0            | 0            | 0            | 0            | 31       | 1      | 7           | 0          |
| R. Krhin       | 7        | 1       | 2           | 0          | 2            | 0            | 0            | 0            | 9        | 1      | 2           | 0          |
| F. Lombardi    | 0        | 0       | 0           | 0          | 0            | 0            | 0            | 0            | 0        | 0      | 0           | 0          |
| S. Loria       | 9        | 1       | 2           | 0          | 1            | 0            | 1            | 0            | 10       | 1      | 3           | 0          |
| A. Morleo      | 29       | 0       | 3           | 2          | 2            | 0            | 0            | 0            | 31       | 0      | 3           | 2          |
| G. Mudingayi   | 34       | 0       | 11          | 0          | 2            | 0            | 0            | 0            | 36       | 0      | 11          | 0          |
| D. Paponi      | 1        | 0       | 0           | 0          | 3            | 1            | 0            | 0            | 4        | 1      | 0           | 0          |
| D. Pèrez       | 28       | 0       | 14          | 0          | 2            | 0            | 0            | 0            | 30       | 0      | 14          | 0          |
| D. Portanova   | 34       | 3       | 8           | 1          | 1            | 1            | 0            | 0            | 35       | 4      | 8           | 1          |
| N. Pulzetti    | 25       | 0       | 6           | 0          | 2            | 0            | 0            | 0            | 27       | 0      | 6           | 0          |
| A. Raggi       | 31       | 1       | 3           | 0          | 1            | 1            | 1            | 0            | 32       | 2      | 4           | 0          |
| G. Ramírez     | 33       | 8       | 8           | 0          | 0            | 0            | 0            | 0            | 33       | 8      | 8           | 0          |
| C. Rickler     | 0        | 0       | 0           | 0          | 1            | 0            | 0            | 1            | 1        | 0      | 0           | 1          |
| F. Rodriguez   | 0        | 0       | 0           | 0          | 0            | 0            | 0            | 0            | 0        | 0      | 0           | 0          |
| M. Rubin       | 10       | 1       | 2           | 0          | 0            | 0            | 0            | 0            | 10       | 1      | 2           | 0          |
| F. Sørensen    | 2        | 1       | 1           | 0          | 0            | 0            | 0            | 0            | 2        | 1      | 1           | 0          |
| D. Stojanović  | 0        | 0       | 0           | 0          | 0            | 0            | 0            | 0            | 0        | 0      | 0           | 0          |
| S. Taïder      | 14       | 0       | 4           | 0          | 2            | 0            | 2            | 0            | 16       | 0      | 6           | 0          |
| D. Vantaggiato | 2        | 0       | 0           | 0          | 2            | 1            | 0            | 0            | 4        | 1      | 0           | 0          |
| L. Vitale      | 0        | 0       | 0           | 0          | 0            | 0            | 0            | 0            | 0        | 0      | 0           | 0          |